# Tommarps landskommun
För andra betydelser, se Tommarps landskommun (olika betydelser).
Tommarps landskommun var en tidigare kommun i dåvarande Kristianstads län.

## Administrativ historik
Den bildades vid  kommunreformen 1952 genom sammanläggning av de tidigare kommunerna Bolshög, Stiby, Östra Tommarp och Östra Vemmerlöv.
Kommunen inkorporerades år 1969 i helhet av Simrishamns stad och ingår sedan 1971 Simrishamns kommun.
Kommunkoden var 1101.

### Kyrklig tillhörighet
I kyrkligt hänseende tillhörde kommunen församlingarna Bolshög, Stiby, Östra Tommarp och Östra Vemmerlöv.

## Kommunvapnet
Blasonering: I blått fält en nyckel av silver med krona av guld uppträdd på skaftet.
Nyckeln är hämtad från Järrestads häradsvapen och kronan från den gamla köpstaden Thumatorps (nuvarande Östra Tommarp) sigill. Vapnet fastställdes av Kungl. Maj:t 1963 och förlorade sin giltighet då kommunen upplöstes år 1969 

## Geografi
Tommarps landskommun omfattade den 1 januari 1952 en areal av 76,20 km², varav 75,50 km² land.

### Tätorter i kommunen 1960
| Tätort    | Folkmängd |
| --------- | --------- |
| Gärsnäs   | 861       |
| Tommarp   | 406       |
| Vemmerlöv | 284       |

Tätortsgraden i kommunen var den 1 november 1960 43,3 procent.

## Politik

### Mandatfördelning i valen 1950-1966
| 13 | 10 | 9 | 3 |

| 34 |

| 13 | 9 | 8 | 5 |

| 34 |

| 11 | 10 | 6 | 8 |

| 32 |

| 13 | 10 | 6 | 6 |

| 31 |

| 12 | 12 | 6 | 5 |

| 31 |